# (5216) Cannizzo
(5216) Cannizzo ist ein Asteroid des Hauptgürtels, der am 16. April 1941 von der finnischen Astronomin Liisi Oterma in Turku entdeckt wurde.
Er wurde nach John Kendall Cannizzo (1957–2018) benannt, einem US-amerikanischen Astrophysiker, der am Goddard Space Flight Center der NASA und der Harvard-Sternwarte arbeitete.